# Сяочи
Сяочи (кит. 小吃, пиньинь xiǎochī, «маленькая еда») — это название одного из направлений в китайской кухне. Сяочи представляют собой огромное разнообразие закусок. Чаще всего их готовят и продают в маленьких уличных лавках вдоль дорог и на ярмарках. Но нередко их можно отведать и в дорогих ресторанах, и на кухне в китайских домах. Разнообразие закусок сяочи вполне отражает не только региональные, но и общекультурные особенности. В каждом районе Китая у сяочи есть свой неповторимый колорит.

## Этапы развития
Во времена второй династии Сун (960―1279 годы) появляется слово тяньши (кит. 甜食, пиньинь tiánshí) — маленькие сладкие закуски. В Юаньскую эпоху появляется слово цунши — всевозможные лепешки, которые подавались к основным блюдам. В это же время уже выделялось 12 видов цунши, 5 видов кисломолочных продуктов, 3 вида мучного. Исходя из этого, можно сделать вывод, что уже в то время была довольно распространена традиция сяочи. К моменту становления династии Мин, а потом и Цин кулинарное искусство очень развилось, и закуски стали более совершенными. Уже насчитывалось 16 видов мучных изделий, 24 блюда, сделанных из плодов, 24 приготовленных на основе жидкой каши чжоу и 20 видов сластей.
Сейчас, по прошествии многих лет, особенность закусок сяочи стала неотъемлемой частью кулинарной культуры Китая. Усложнились рецептура и техника производства. В результате взаимодействия различных народностей и обмена кулинарным опытом между ними в китайской культуре сяочи появлялось много новых элементов. Происходит постоянное обновление традиций. В наше время сяочи перестали быть просто способом насытиться в перерывах между нормальными приемами пищи. Это способ знакомства с неизведанным миром культуры и интересным объектом изучения.
Сейчас в словаре современного китайского языка выделяется 3 вида толкования слова сяочи:
- Первый — как общее название легкой трапезы.
- Второй — холодные закуски.
- Третий — это печенья, который подают к основному блюду.

## Сяочи в некоторых регионах Китая

### Пекин
Некоторые существующие по сей день сяочи имеют многовековую историю. А так как Пекин был столицей при правителях разных народностей, то и кулинарная традиция впитала в себя особенности разных наций, таких как хань, хуэй, маньчжуров. Способы приготовления пекинских закусок тоже очень разнообразны: поджаривать на масле, варить, жарить во фритюре, бланшировать, выпекать — присутствуют все виды.
- Жаренное во фритюре колечко цзяоцюань (кит. 焦圈, пиньинь jiāo quān) — китайский аналог европейских баранок, но в отличие от них, очень хрустящий и хрупкий. Его можно хранить до двух недель, и он не потеряет качество вкуса и не станет мягким[источник не указан 2857 дней].
- Этим колечком пекинцы обычно закусывают доучжи (кит. 豆汁, пиньинь Dòuzhī) — забродивший напиток, приготовленный из толченых бобов[источник не указан 2857 дней].
- Упоминание о сяочи баоду (кит. 爆肚, пиньинь Bàodǔ) появляется уже в эпоху династии Цин. С того времени и до наших дней каждый год в осенне-зимний период оно появляется на прилавках и ресторанах Пекина[источник не указан 2857 дней]. Это блюдо готовится из коровьего или бараньего желудка. Желудок режется на тонкие полоски, которые обмакиваются в кипящее масло и доводятся до хрустящего состояния. Подается с кунжутным соусом, маслом из острого перца, зеленью и тофу. Ещё одна пекинская закуска, считающаяся деликатесом.
- Байшуй янжоу (кит. 白水羊头, пиньинь Báishuǐ yáng tóu) — тонко нарезанное мясо с головы барана. Для приготовления этого блюда голова барана тщательно подготавливается и моется. Повар должен хорошо владеть ножом, каждый кусочек должен быть тонким как бумага.
- Приготовленные на пару пирожки из клейкой рисовой муки, с пастой из красной фасоли люйдагунь (кит. 驴打滚, пиньинь Lǘ dǎgǔn) — традиционная пекинская сладость.
- Также есть десерт айвово (кит. 艾窝窝, пиньинь Àiwōwo), приготовленный по такому же принципу, что и люйдагунь.
- Жареные медовые крендельки мимахуа (кит. 蜜麻花, пиньинь Mì máhuā), по форме напоминающие человеческое ухо.
- Засахаренные фрукты на палочке бинтанхулу (кит. 冰糖葫芦, пиньинь Bīngtánghúlu).
- Сладкие лепёшки из бобового пюре — ваньдоухуан (кит. 豌豆黄, пиньинь Wāndòu huáng).

### Шанхай
Недалеко от даосского храма Чэнхуанмяо раньше находился рынок. Сейчас же это обустроенный центр торговли. Именно здесь можно отведать все известные шанхайские сяочи.
- Наньсян маньтоу (кит. 南翔馒头, пиньинь Nán xiáng mántou) — это слепленные особым образом и приготовленные на пару пельмени, их ещё называют Наньсян сяолун (кит. 南翔小笼, пиньинь Nán xiáng xiǎo lóng), что буквально означает «маленький дракон, летящий на юг». Лавке, которая специализируется только на продаже этих пельменей больше ста лет[источник не указан 2857 дней]. Они пользуются очень большой популярностью, а постоянная длинная очередь из покупателей уже стала своеобразной частью пейзажа. Со временем появилось очень много видов наньсянманьтоу, есть мясные, с грибами, с зеленью и овощами, но самыми популярными все-таки остаются пельмени с мясом краба[3][неавторитетный источник].
- Приготовленная на курином бульоне густая каша сяошоасин цзичжоу (кит. 小绍兴鸡粥, пиньинь Xiǎo shàoxīng jī zhōu) тоже является особенным местным блюдом. Она подается с куриным мясом, щедро посыпанная зелёным луком и порошком из сухого имбиря. Несложная по ингредиентам и приготовлению эта каша, тем не менее, привлекает немало покупателей.
- Довольно известны и местные пирожки в форме панциря краба секехуан (кит. 蟹壳黄, пиньинь Xiè ké huáng). Это пирожки из слоеного теста, обсыпанный кунжутом, с разными начинками, как несладкими: с зелёным луком, мясом краба, свининой и креветками, так и сладкими: с сахаром, розой, пюре из бобов и финиками. Их запекают в специальной печи, прилепляя к её стенкам.
- Так как Шанхай является портовым городом, то и блюда из морепродуктов здесь особенно распространены. Одна из таких закусок — цзаотяньлуо (кит. 糟田螺, пиньинь Zāo tiánluó). Для его приготовления используют специально выращенных моллюсков, перед тем как приготовить, их оставляют на два дня в чистой воде, чтобы они очистились от песка и ила. Готовят их довольно продолжительное время на медленном огне в винном маринаде с добавлением аниса и коры коричного дерева.
- Рисовые клецки в рисовом вине цзюнян юньцзы (кит. 酒酿圆子, пиньинь Jiǔniàng yuánzi).
- Рисовая каша восьми сокровищ бабаофань (кит. 八宝饭, пиньинь Bābǎofàn) с фруктами, цукатами и семенами лотоса, печенье с пастой из китайских фиников лишь часть всего разнообразия шанхайских сяочи.

### Тайвань
Часто проводимые храмовые праздники собирали большое количество прихожан, поэтому изначально продавцы закусками вели торговлю только возле храмов. Но постепенно стали организовываться ночные ярмарки, на которые ходили развлечься и поесть всевозможные сяочи. Несмотря на небольшие размеры острова, особенности сяочи здесь тоже очень разнятся. На юге острова предпочитают добавлять в еду большое количество сахара так, что и основные блюда бывают сладким как десерт. Тайнань, город на юге острова, и первая историческая столица Тайваня считается и кулинарной столицей. Всевозможные рестораны и лавки с закусками находятся здесь на каждом углу.
- Самой известное местное блюдо, оацзен (кит. 蚵仔煎, пиньинь Hézǐ jiān), раньше было едой бедняков. Считается, что оно появилось во время колониального захвата Голландией. Голландское войско, в который раз получив отпор, решило забрать все продовольствие у армии противника, и тогда, вынужденные голодом, они стали собирать на побережье устрицы, обваливать их в муке и жарить с яйцом[4]. Сейчас в рецепт добавляют зелень, иногда свинину, грибы и другие продукты[4].
- Чоу дофу (кит. 臭豆腐, пиньинь Chòu dòufu) — одно из излюбленных лакомств местных жителей. Это перебродивший соевый творог, обладающий специфическим, можно сказать, неприятным запахом поэтому и имеет такое название, которое буквально переводится как вонючий тофу. Чоу дофу можно приготовить разными способами[5][неавторитетный источник]. Его жарят в масле, тушат и запекают на углях. Подавать его можно к овощам и мясу или как самостоятельное блюдо. На ярмарках часто большие обжаренные до хрустящей корочки большие куски тофу фаршируют начинкой и насаживают на шпажку, за счет чего его удобно есть прямо на ходу.
- Раньше бедное население, которое редко могло позволить себе на столе мясо, использовало кровь после разделки утятины и свинины, смешивая её с клейким рисом. Полученную массу запекали, жарили и готовили на пару[5]. Этот пудинг из крови называется мисюэ гао (кит. 米血糕, пиньинь Mǐ xuè gāo). Едят его, полив соусом, либо режут кусочками и добавляют в бульон. На севере острова популярен пудинг из свиной крови, а на юге — из утиной[источник не указан 2857 дней].
- Рецепт лапши с говядиной нюжоу мянь (кит. 牛肉麵, пиньинь Niúròu miàn) хоть и был завезен на Тайвань из Ланьчжоу, сейчас он является одним из представителей тайваньской кухни. Существует два способа приготовления лапши:
  - Один называется хуншао (кит. 紅燒, пиньинь Hóngshāo), в бульон добавляется соевый соус, что придает ему красный оттенок.
  - Второй, циндунь (кит. 清燉, пиньинь Qīngdùn), в прозрачном бульоне.

И в том и другом рецепте используется говядина и сухожилия. В бульон в том другом случае используют много разных приправ, в том числе и лекарственные, варят густой бульон, добавляют лапшу. Подают её, посыпав зелёным луком.
- жемчужный молочный чай чженьчжу найча (кит. 珍珠奶茶, пиньинь Zhēnzhū nǎichá). Это зелёный или чёрный чай с молоком и добавленными в него черными, похожие на жемчуг, шарики из крахмальной муки. Появившись в девяностые годы сначала в чайных домах, а потом и на уличных прилавках, жемчужный чай очень быстро стал одним из любимых напитков тайваньцев[4].

### Нанкин
Местные лавочники торгуют:
- Юйчжагань (кит. трад. 油炸乾, упр. 油炸干, пиньинь Yóu zhá gān) — сваренный в масле плотный тофу.
- Доуфу нао (кит. трад. 豆腐腦, упр. 豆腐脑, пиньинь Dòufu nǎo) — это тоже продукт, полученный за счет кипячения соевого молока, после в него добавляют соляной раствор и загуститель. После застывания он становится мягким и нежным по консистенции. Подают этот доуфунао с ароматным острым маслом и специями.
- Сваренные в чае яйца усян чае дань (кит. трад. 五香茶葉蛋, упр. 五香茶叶蛋, пиньинь Wǔxiāng cháyè dàn) с добавлением коры коричного дерева, звездочек аниса и душистого перца — очень простое, но любимое и детьми, и взрослыми блюдо.
- Хрустящие лепешки сушао бин (кит. трад. 酥燒餅, упр. 酥烧饼, пиньинь Sū shāobǐng)
- Маленькие паровые булочки со свининой сяолун баоцзяо (кит. трад. 小籠包餃, упр. 小笼包饺, пиньинь Xiǎo lóng bāo jiǎo)
- Многослойные пирожки с сахарной начинкой югао (кит. 油糕, пиньинь Yóu gāo) — это излюбленные лакомства местных жителей и туристов.

### Сучжоу
Большинство прилавков, торгующих закусками, расположены на центральной улице города Сучжоу. Самыми известными блюдами здесь являются:
- Свиные ребрышки с пятью видами приправ усян пайгу (кит. 五香排骨, пиньинь Wǔxiāng páigǔ).
- Суп с куриной и гусиной кровью цзия сетан (кит. трад. 鸡鸭血汤, упр. 雞鴨血湯, пиньинь Jī yā xiě tāng), для более насыщенного вкуса в него добавляют куриные желудочки, печень и пряные специи.
- Сладкие колобки из лотосовой муки оуфэн юаньцзы (кит. 藕粉圆子, пиньинь Ǒufěn yuánzi), гладкие и упругие.
- Каша с обжаренными во фритюре бобовыми конфетами чжасу доутанчжоу (кит. 炸酥豆糖粥, пиньинь Zhà sū dòu táng zhōu).
- Самая известная местная выпечка- пирожок «цветущая слива» мэйхуагао (кит. 梅花糕, пиньинь Méihuā gāo). Согласно легенде, мэйхуагао появилось во времена эпохи Мин. Но известность свою получило только при династии Цин, когда его попробовал император, прельстившийся замысловатой формой и цветом пирожка, напоминающего цветок сливы. Он был в таком восторге от сладковатого пирожка с мясом, что мэйхуагао сразу стало постоянным угощением при дворе[2].